# ウォルドーフ・アスター (第2代アスター子爵)
第2代アスター子爵ウォルドーフ・アスター（英語：Waldorf Astor、2nd Viscount Astor、1879年5月19日 - 1952年9月30日）は、アメリカ・イギリスの実業家、政治家、貴族。アメリカの財閥アスター家の一族。

## 初期の経歴
1879年5月19日にアメリカ合衆国・ニューヨークに生まれる。父はウィリアム・アスター（William Waldorf "Willy" Astor, 1st Viscount Astor,1848年3月31日 - 1919年10月18日）。母はジェイムズ・ウィリアム・ポール（James William Paul）の娘・メアリー・ダルグレン・ポール（Mary Dahlgren Paul, 生年不詳 - 1894年）。イートン・カレッジ卒業後、オックスフォード大学ニューカレッジで学ぶ。

## 政治家・実業家として
1910年、プリマス選挙区で保守党から出馬し、庶民院に初当選する。
また、アソシエイテッド・ニュースペーパーズの前身となる巨大新聞グループを創設し、「新聞王」と言われた初代ノースクリフ子爵アルフレッド・チャールズ・ウィリアム・ハームズワースから新聞を買収するよう父親を説得した。
第一次世界大戦が勃発すると、アスターは陸軍に加わったが、心臓が悪いと診断されたため、戦闘に参加することができず、代わりに軍需品の管理をすることになった。
慈善事業や大学への巨額の寄付を行った功績で、1916年1月26日には連合王国貴族爵位カウンティ・オブ・ケントにおけるヒーヴァー城のアスター男爵(Baron Astor, of Hever Castle in the County of Kent)、1917年6月23日には連合王国貴族爵位カウンティ・オブ・ケントにおけるヒーヴァー城のアスター子爵(Viscount Astor, of Hever Castle in the County of Kent)に叙せられた父ウォルドーフ・アスターが1919年に死去すると、貴族院議員となった。（庶民院の選挙区の議席は妻のナンシー・アスターが継承した。）

## 私生活
アメリカ出身のナンシー・グールド（旧姓はラングホーンで、元々ロバート・グールド・ショー3世の妻だったが離婚）と結婚し、4男1女をもうけた。
また、ナンシーは夫が貴族院議員になったあと、実質史上初の女性庶民院議員になった。（実際は庶民院（下院）議員に選ばれた最初の女性はマルキエビッチ伯爵夫人コンスタンツ・ジョージン・マルキエビッチだったが、彼女は棄権主義を採用するシン・フェイン党に所属していたため、登院しなかった。）また、奇しくも夫妻は生年月日が全く同じだった。
| イギリスの爵位                          | イギリスの爵位               | イギリスの爵位                          |
| --------------------------------------- | ---------------------------- | --------------------------------------- |
| 先代 ウィリアム・ウォルドーフ・アスター | アスター子爵 1919年 – 1952年 | 次代 ウィリアム・ウォルドーフ・アスター |